# 近衛信尹
近衛 信尹（このえ のぶただ、旧字体：近󠄁衞 信尹）は、安土桃山時代から江戸時代初期にかけての公卿。太政大臣・近衛前久の子。官位は従一位・関白、准三宮、左大臣。近衛家18代当主。号は三藐院（さんみゃくいん）。本阿弥光悦・松花堂昭乗とともに「寛永の三筆」とよばれる。初名に信基（のぶもと）、信輔（のぶすけ）。

## 生涯
永禄8年（1565年）11月1日、近衛前久の子として誕生。幼名は明丸。
永禄11年（1568年）10月、足利義昭が新将軍になると、父・前久は足利義輝の殺害及び足利義栄の将軍襲職に便宜を働いた容疑で朝廷から追放され、翌月には関白を解任された。このとき、前久は自ら京都を離れて大坂の石山本願寺に下り、明丸を出仕させることで義昭の怒りをかわそうとした。だが、義昭の怒りは激しく、正親町天皇や織田信長の執り成しにもかかわらず、近衛家は闕所扱いにされ、明丸も大坂への在国を命じられて、事実上の追放処分となった。また、義昭のこの強硬な態度の背景には、明丸の出仕に強く反対する二条晴良の意向を受けたものであるとする説もある。
天正3年（1575年）2月、信長の奏上により、帰洛を許された。
天正5年（1577年）閏7月12日、元服した。加冠役を信長が、理髪を広橋兼勝がそれぞれ務め、信長から一字を賜り、信基と名乗る。
天正8年（1580年）11月3日、内大臣となる。同年、名を信基から信輔に改名した。
天正10年（1582年）5月29日、信長が毛利輝元討伐のために上洛すると、6月1日に父・前久やほかの公家らと共に本能寺を訪れた。翌2日、本能寺の変が発生し、信長は横死した。
天正13年（1585年）5月、左大臣となる。だが、同月に関白の位をめぐり、現職の関白である二条昭実と口論（関白相論）となり、菊亭晴季の蠢動で、豊臣秀吉に関白就任の口実を与えた。その結果、7月に昭実が関白を辞し、秀吉が関白となる。
天正19年（1591年）12月、秀吉が甥の豊臣秀次に関白位を譲った。だが、信輔は秀吉が秀次に関白位を譲ったことに内心穏やかではなく、更に相論の原因を作り、一夜にして700年続いた摂関家の伝統を潰した人物として、公家社会から孤立を深めたことに苦悩した。信輔は次第に「心の病」に悩まされるようになり、文禄元年（1592年）正月に左大臣を辞した。
文禄元年（1592年）、秀吉が朝鮮出兵の兵を起こすと、同年12月に自身も朝鮮半島に渡海するため、肥前国名護屋城に赴いた。後陽成天皇はこれを危惧し、勅書を秀吉に賜って信輔の渡海をくい止めようと図った。廷臣としては余りに奔放な行動であり、更に菊亭晴季らが讒言したために天皇や秀吉の怒りを買い、文禄3年（1594年）4月に後陽成天皇の勅勘を蒙った。
信輔は近衛家が荘園を持っていた薩摩国の坊津（現・南さつま市坊津町坊）に3年間配流となり、その間の事情を日記『三藐院記』に詳述した。京より45人の供を連れ、坊の御仮屋（現在の龍巌寺一帯）に滞在、諸所を散策、坊津八景（和歌に詠まれた双剣石一帯は国の名勝に指定）、枕崎・鹿籠八景等の和歌を詠んだ。地元に親しみ、書画を教え、豊祭殿（ほぜどん・毎年10月第3日曜日・小京都風十二冠女）の秋祭や御所言葉、都の文化を伝播。鹿児島の代表的民謡『繁栄節（はんやぶし）』の作者とも伝えられる。またこの時期、書道に開眼したとされる。配流中の世話役であった御仮屋守噯（あつかい）・宮田但馬守宗義の子孫は「信」を代々の通字としている。現在、近衛屋敷跡は近衛公園となり、近衛文麿に依る碑も建立、手植えの藤は季節に花を咲かせる。遠い薩摩の暮らしは心細くもあった一方、島津義久から厚遇を受け、京に戻る頃には、もう1、2年いたい旨書状に残すほどであった。
慶長元年（1596年）9月、勅許が下り、京都に戻る。
慶長5年（1600年）9月、島津義弘の美濃・関ヶ原出陣に伴い、枕崎・鹿籠の領主・喜入忠政（忠続・一所持格）も家臣を伴って従軍したが、9月15日に敗北し、撤退を余儀なくされる。そこで京の信輔は密かに忠政・家臣らを庇護したため、一行は無事枕崎に戻ることができた。また、島津義弘譜代の家臣・押川公近も義弘に従って撤退中にはぐれてしまったが、信輔の邸に逃げ込んでその庇護を得て、無事薩摩に帰国した。
信輔の父・前久も薩摩下向を経験しており、関ヶ原で敗れた島津氏の徳川氏との交渉を仲介し、家康から所領安堵確約を取り付けた。
慶長6年（1601年）1月28日、左大臣に復職した。同年、名を信輔から信尹に改名した。
慶長10年（1605年）7月23日、信尹は念願の関白となるも、翌11年（1606年）11月11日に関白を鷹司信房に譲り辞する。だが、この頻繁な関白交代は、秀吉以降滞った朝廷人事を回復させるためであった。
慶長19年（1614年）以降、信尹は大酒を原因とする病に罹っていたが、同年11月25日に薨去、享年50。山城国（京都）東福寺に葬られる。
信尹には庶子しかいなかったので、後陽成天皇第4皇子（信尹の異母妹・中和門院前子腹としては後水尾天皇に次ぐ第二男子）を後継に選び、近衛信尋を名乗り継がせ、自身の娘（母は家女房）を娶らせた。

## 人物・評価

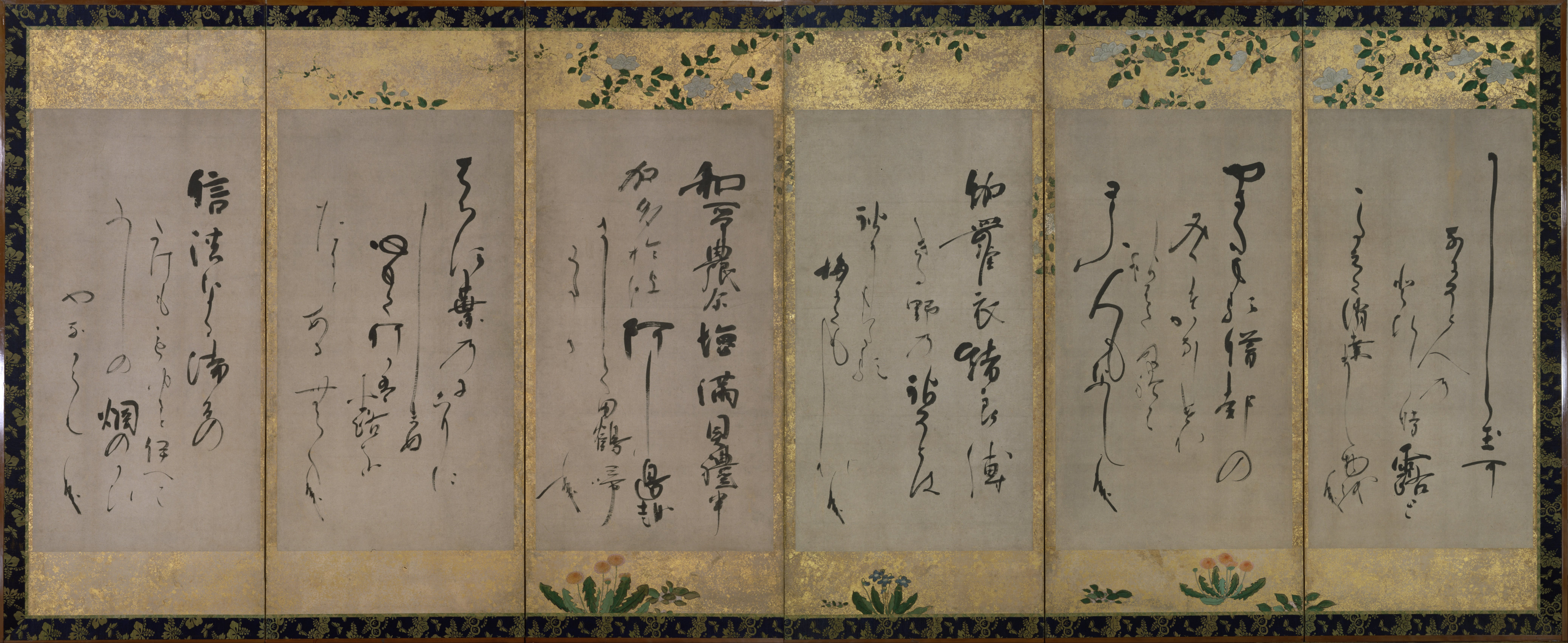
近衛信尹筆和歌屏風 東京国立博物館蔵

- 書、和歌、連歌、絵画、音曲諸芸に優れた才能を示した。特に書道は、青蓮院流を学び、更にこれを発展させて一派を形成し、近衛流、または三藐院流と称される。薩摩に配流されてから、書流が変化した。本阿弥光悦、松花堂昭乗と共に「寛永の三筆」と後世、能書を称えられた。また、連歌仲間の黒田孝高に宛てた書状も美しい筆致で書かれ、孝高が筑前福岡に移る惜別の情をしたためている。
- 信尹は、先祖である藤原道長が記した『御堂関白記』寛弘5年12月20日（1009年1月18日）条の裏に、『後深心院関白記』（『愚管記』とも）を抜書し、自筆本のうちの5巻分を折状の状態にしている。この抜書を発見し、表紙の外題に、「裏信尹公手跡／自延文元至三年抜書」と書き付けたのは、嗣子の近衛信尋であったという[8]。
- 幼い頃から父と共に地方で過ごし、帰京後も公家よりも信長の小姓らと仲良くする機会が多かったため、武士に憧れていたという[注釈 9]。

## 系譜
- 父：近衛前久
- 母：波多野惣七の娘
- 妻：不明
- 生母不明の子女
  - 女子：太郎姫
  - 女子：信尋正室
- 養子
  - 男子：近衛信尋（1599-1649） - 後陽成天皇の第四皇子

## 伝記
- 前田多美子『三藐院近衛信尹　残された手紙から』 思文閣出版、2006年